# Eutrichota affinis
Eutrichota affinis är en tvåvingeart som först beskrevs av Stein 1898.  Eutrichota affinis ingår i släktet Eutrichota och familjen blomsterflugor. Inga underarter finns listade i Catalogue of Life.